# Katharina Wieser
Katharina Wieser (* 6. August 1963 in Wien, Österreich) ist eine österreichische Diplomatin. Sie ist seit 2021 Botschafterin der Republik Österreich in Indien an der österreichischen Botschaft in Neu-Delhi.

## Leben
Wieser studierte von 1981 bis 1984 Musik und Violine am Tiroler Landeskonservatorium in Innsbruck. Von 1984 bis 1991 studierte sie an der Universität Wien Indologie, Tibetologie und Buddhismuskunde. Sie schloss ihr Studium mit dem Magister ab. Sie setzte ihr Studium von 1992 bis 1993 an der Paul H. Nitze School of Advanced International Studies (SAIS) der Johns Hopkins University in Bologna, Italien fort. Dort erwarb sie das Diplom für internationale Beziehungen. 1993 begann sie ihre Tätigkeit für das Bundesministerium für auswärtige Angelegenheiten. Dort arbeitete sie von 1993 bis 1994 in der Abteilung für Verkehrspolitik. Von 1994 bis 1995 war sie EU-Attaché in der Botschaft der Republik Österreich (Bonn). Dann wechselte sie in die Abteilung für EU-Koordination im österreichischen Außenministerium. Dort war sie von 1995 bis 1997 beschäftigt. Von 1998 bis 2001 arbeitete sie in der Österreichischen Botschaft in Budapest und von 2001 bis 2004 in der Österreichischen Botschaft in London als Presserätin. Von 2004 bis 2006 war sie Leiterin des Webteams beim Exekutivsekretariat für die österreichische EU-Präsidentschaft. Von 2006 bis 2009 leitete sie im Außenministerium das Referat für internationale Umweltpolitik. Von 2009 bis 2013 ging sie als Gesandte in die Österreichische Botschaft in Rom. Von 2013 bis 2016 saß sie als außenpolitische Beraterin in der Präsidentschaftskanzlei in Wien. Von 2017 bis 2021 leitete sie die Abteilung Russische Föderation, Osteuropa, Südkaukasus, Östliche Partnerschaft, Türkei und Zentralasien im Außenministerium. Seit 2021 ist Wieser Botschafterin der Republik Österreich in Indien und auf den Malediven. Seit 2022 ist sie auch für Sri Lanka, Nepal und Bangladesch akkreditiert und seit 2023 auch für Bhutan.

## Privates
Wieser ist verheiratet und Mutter eines Sohnes.